# Паспорт гражданина Словакии

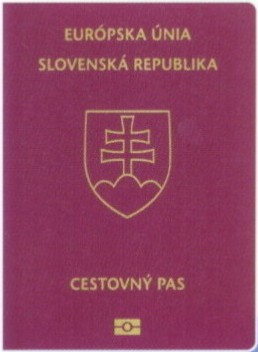
Обложка биометрического паспорта гражданина Словакии

Паспорт гражданина Словакии выдаётся гражданам Словакии для осуществления международных поездок. Для поездок в пределах Европейского союза граждане Словакии могут использовать свои идентификационные карты.

## Безвизовый режим

### Африка
- Коморы (виза оформляется по прибытии)
- Джибути 1 месяц (виза оформляется по прибытии)
- Египет 1 месяц (виза оформляется по прибытии)
- Эфиопия 3 месяца (виза оформляется по прибытии)
- Кения 3 месяца (виза оформляется по прибытии)
- Мадагаскар 90 дней (виза оформляется по прибытии)
- Маврикий 6 месяца
- Майотта 90 дней
- Марокко 3 месяца
- Мозамбик 30 дней (виза оформляется по прибытии)
- Реюньон неограниченный доступ
- Остров Святой Елены 90 дней
- Сейшельские Острова 1 месяц
- ЮАР 30 дней
- Танзания (виза оформляется по прибытии)
- Того 7 дней (виза оформляется по прибытии)
- Уганда (виза оформляется по прибытии)
- Замбия (виза оформляется по прибытии)
- Зимбабве 3 месяца (виза оформляется по прибытии)

### Америка
- Ангилья 3 месяца
- Антигуа и Барбуда 1 месяц
- Аргентина 3 месяца
- Аруба 90 дней
- Багамские Острова 3 месяца
- Барбадос 6 месяцев
- Белиз 1 месяц
- Бермуды 6 месяцев
- Боливия 90 дней
- Бразилия 90 дней
- Канада 6 месяцев [1]
- Острова Кайман 30 дней
- Чили 90 дней
- Колумбия 90 дней
- Коста-Рика 90 дней
- Доминика 6 месяцев
- Доминиканская Республика 30 дней (нужна туристическая карта за 10 долларов)
- Эквадор 90 дней
- Сальвадор 3 месяца
- Фолклендские острова 30 дней
- Гвиана неограниченный доступ
- Гренландия 90 дней
- Гренада 3 месяца
- Гваделупа неограниченный доступ
- Гватемала 3 месяца
- Гаити 3 месяца
- Гондурас 3 месяца
- Ямайка 90 дней (visa issued on arrival)
- Мартиника неограниченный доступ
- Мексика 90 дней
- Монтсеррат 3 месяца
- Нидерландские Антильские острова 14 дней
- Никарагуа 3 месяца
- Панама 90 дней
- Парагвай 90 дней
- Перу 90 дней
- Пуэрто-Рико 90 дней (same as the United States)
- Сент-Китс и Невис 3 месяца
- Сент-Люсия 6 weeks
- Сен-Пьер и Микелон 90 дней
- Сент-Винсент и Гренадины 1 месяц
- Тринидад и Тобаго 1 месяц
- Теркс и Кайкос 30 дней
- США 90 дней (англ.)
- Уругвай 3 месяца
- Венесуэла 90 дней
- Виргинские Острова (Великобритания) 30 дней
- Виргинские Острова (США) 90 дней (так же как в Соединённых Штатах Америки)

### Азия
- Армения 120 дней (виза оформляется по прибытии)
- Азербайджан 30 дней (виза оформляется по прибытии)
- Бангладеш 15 дней (виза оформляется по прибытии)
- Бруней 30 дней
- Камбоджа 1 месяц (виза оформляется по прибытии)
- Тайвань 30 дней
- Гонконг 3 месяца
- Индонезия 30 дней (виза оформляется по прибытии)
- Иран 15 дней (виза оформляется по прибытии — только в международных аэропортах)
- Израиль 3 месяца
- Япония 90 дней (можно продлить до 180 дней)
- Иордания (виза оформляется по прибытии)
- Республика Корея 3 месяца
- Лаос 15 дней (виза оформляется по прибытии)
- Ливан 3 месяца (виза оформляется по прибытии)
- Макао 90 дней
- Малайзия 3 месяца
- Мальдивы 30 дней
- Непал 60 дней (виза оформляется по прибытии)
- Оман 1 месяц (виза оформляется по прибытии)
- Филиппины 21 день
- Сингапур 30 дней
- Шри-Ланка 30 дней
- Таджикистан 45 дней (виза оформляется по прибытии)
- Таиланд 15 дней (виза оформляется по прибытии — NB!: Не все пункты пересечения границ доступны. Полный список: https://web.archive.org/web/20070310165524/http://www.mfa.go.th/web/2482.php?id=2491 )
- Восточный Тимор 30 дней (виза оформляется по прибытии)
- Йемен 3 месяца (виза оформляется по прибытии)

### Европа
- Европейский союз неограниченный доступ
- Албания 1 месяц
- Андорра
- Беларусь 30 дней (только через аэропорт "Минск")
- Босния и Герцеговина 90 дней
- Хорватия 90 дней
- Фарерские острова 90 дней
- Грузия 90 дней
- Гибралтар
- Гернси
- Исландия неограниченный доступ
- Остров Мэн
- Джерси
- Лихтенштейн неограниченный доступ
- Косово 90 дней
- Северная Македония 90 дней
- Молдова 90 дней
- Монако 90 дней
- Черногория 90 дней
- Норвегия неограниченный доступ
- Сан-Марино 90 дней
- Сербия 90 дней
- Швейцария неограниченный доступ
- Турция 1 месяц (виза оформляется по прибытии)
- Украина 90 дней
- Ватикан 90 дней

### Австралия и Океания
- Американское Самоа 90 дней (так же как в Соединённых Штатах Америки)
- Фиджи 4 месяца
- Французская Полинезия 90 дней
- Гуам 90 дней (так же как в Соединённых Штатах Америки)
- Кирибати 28 дней
- Маршалловы Острова 30 дней (виза оформляется по прибытии)
- Микронезия 30 дней
- Новая Каледония 90 дней
- Новая Зеландия 3 месяца
- Острова Кука 31 день
- Ниуэ 30 дней
- Северные Марианские Острова 30 дней
- Токелау так же как в Новой Зеландии (3 месяца)
- Палау 30 дней (виза оформляется по прибытии)
- Самоа 60 дней
- Соломоновы Острова 3 месяца
- Тонга 31 день
- Тувалу 1 месяц (виза оформляется по прибытии)
- Вануату 30 дней
- Уоллис и Футуна 90 дней
- Австралия 90 дней (требуется eVisitor)